# Ćelije (Kruševac)
Pour les articles homonymes, voir Ćelije.
Ćelije (en serbe cyrillique : Ћелије) est un village de Serbie situé sur le territoire de la Ville de Kruševac, district de Rasina. Au recensement de 2011, il comptait 239 habitants.

## Géographie
Ćelije se trouve sur les rives de la Rasina. Un barrage, construit en 1979 sur la rivière à la hauteur du village, a créé le lac articifiel de Ćelije, qui s'étend sur 4,16 km2, avec un volume de 51 millions de mètres cubes d'eau. Ce lac fait partie d'un programme de régularisation de la Velika Morava et il alimente en eau potable 100 000 habitants de la région de Kruševac ; un projet de reconstruction et d'extension est prévu pour alimenter en eau jusqu'à 200 000 personnes, à Kruševac mais aussi à Brus, Trstenik, Ćićevac et Varvarin.

## Démographie
| 1948 | 1953 | 1961 | 1971 | 1981 | 1991 | 2002 | 2011 |
| ---- | ---- | ---- | ---- | ---- | ---- | ---- | ---- |
| 734  | 724  | 718  | 666  | 375  | 300  | 268  | 239  |

|  |